# NGC 5032
NGC 5032 é uma galáxia espiral barrada (SBb) localizada na direcção da constelação de Coma Berenices. Possui uma declinação de +27° 48' 04" e uma ascensão recta de 13 horas, 13 minutos e 27,0 segundos.
A galáxia NGC 5032 foi descoberta em 11 de Abril de 1785 por William Herschel.